# Peter Joseph Elvenich
Peter Joseph Elvenich (né le 29 janvier 1796 à Embken, mort le 16 juin 1886 à Breslau) est un théologien catholique allemand.

## Biographie
Elvenich étudie la théologie catholique et la philosophie à Münster. Il rejoint l'université à Bonn lors de son déménagement en 1818. En 1823, il devient professeur de gymnasium à Coblence. En 1823, il est privat-docent de l'université rhénane Frédéric-Guillaume de Bonn.
En 1829, il prend la chaire de philosophie de l'université de Wrocław. De 1831 à 1839, il est directeur du collège des Jésuites. En 1841-1842 et en 1857-1858, il est recteur de l'université.
Dès 1830, il défend les idées de Georg Hermes. Après la condamnation de Hermes par le pape en 1835, il publie Acta Hermesiana pour enlever la représentation inexacte du hermesianisme.
En 1837, il se rend à Rome avec Johann Wilhelm Joseph Braun (de), pour obtenir une révision des décrets ayant abouti à la condamnation.
Elvenich devient en 1839 bibliothécaire en chef de la bibliothèque universitaire (de). Il conserve son poste de professeur un temps puis le perd à la demande du coadjuteur de l'archevêque de Cologne, Johannes von Geissel. Dans les années 1860, Elvenich et Joseph Hubert Reinkens interviennent en faveur de Jean-Baptiste Baltzer. Après le premier concile œcuménique du Vatican, il rejoint l'Église vieille-catholique allemande (de).